# IC 760
IC 760 est une galaxie lenticulaire vue par la tranche et située dans la constellation de l'Hydre. Sa vitesse par rapport au fond diffus cosmologique est de 2 569 ± 30 km/s, ce qui correspond à une distance de Hubble de 37,9 ± 2,7 Mpc (∼124 millions d'al). Elle a été découverte par l'astronome américain Ormond Stone en 1889.

## Groupe d'IC 764
IC 760 fait partie du groupe d'IC 764. Ce groupe de galaxies compte au moins 11 membres dont les galaxies NGC 4106, IC 764, IC 2996 et IC 3015.